# Айш
Айш (люксемб. Äisch, фр. Eisch)  — річка в Бельгії і Великому герцогстві Люксембург, ліва притока річки Альзет. Довжина річки — 49,6 км.

## Опис
Бере початок біля села Селанж, розташованого на півдні Бельгії на відстані 1 км від кордону з Люксембургом. По річці проходять щонайменше дві ділянки бельгійсько-люксембурзького кордону. У верхній течії річка протікає по рівнині, зайнятій сільськогосподарськими угіддями, у нижній течії — по вкритій лісками долині. Проходить через населені пункти Айшен, Хобшайд, Сетфонтен (Симер), Марієнталь. Впадає в річку Альзет біля села Мерш, головного населеного пункту комуни Мерш.
У середній і верхній течії вздовж берегів річки розташовані сім замків, тому ця місцевість має назву «Долина семи замків».